# Майкопский десант

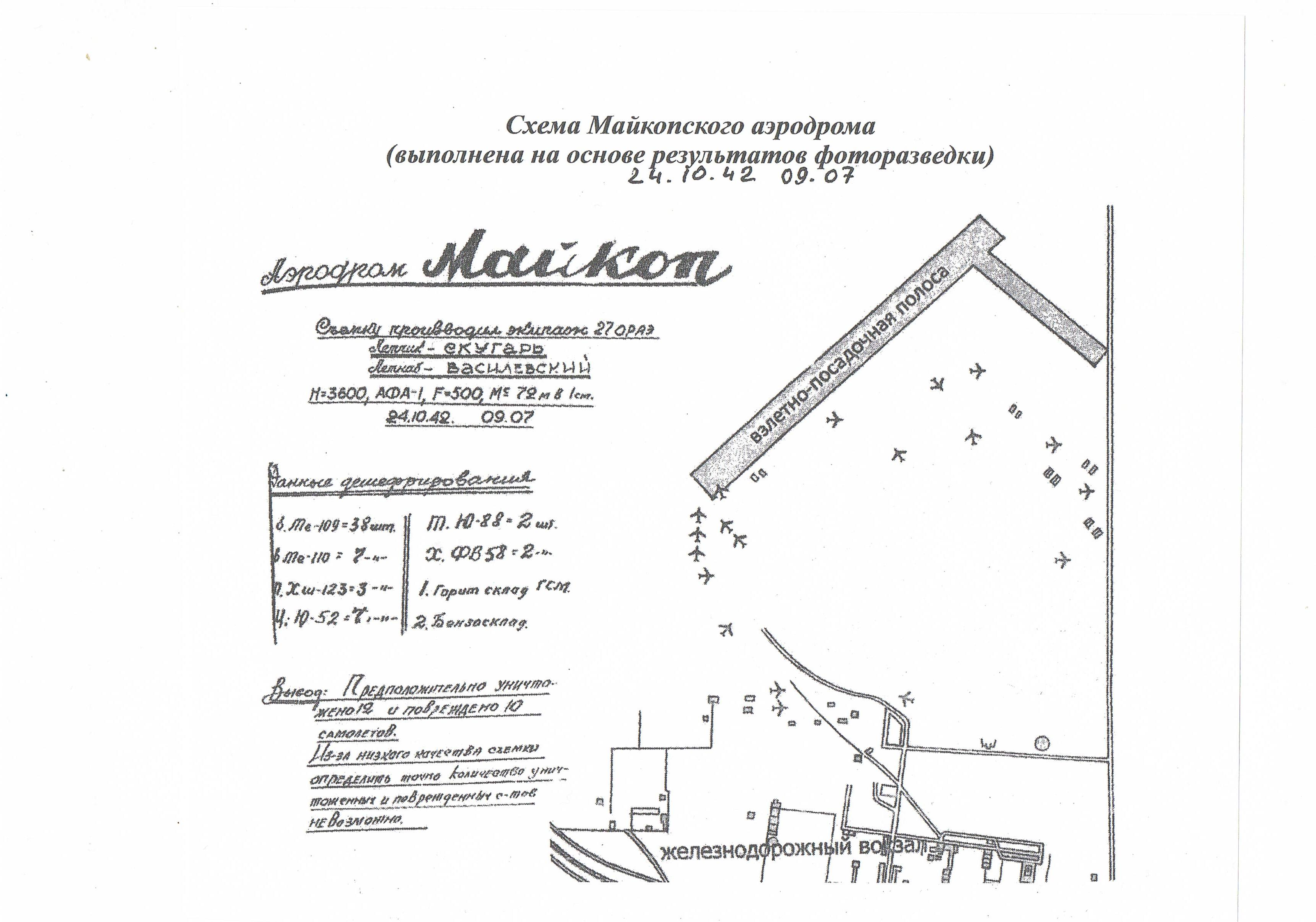
Схема Майкопского аэродрома на 9 час.07 мин 24.10.1942 на основе объективного фотоконтроля (дешифрованный аэроснимок)

Майкопский воздушный десант — диверсионная операция советских войск, проведённая 24 октября 1942 года во время битвы за Кавказ в годы Великой Отечественной войны.

## Планирование и подготовка операции
К середине октября 1942 года советским войскам удалось в целом остановить немецкое наступление на Северном Кавказе. Только на туапсинском направлении велись ожесточенные бои, в которых большую роль играла немецкая авиация. Захватив на этом участке фронта господство в воздухе, немецкая авиация не только эффективно поддерживала свои наземные войска, но и наносила урон советскому судоходству вдоль Кавказского побережья, затрудняя снабжение войск. Одним из основным мест базирования немецкой авиации был аэродром в Майкопе. На нём постоянно находилось в среднем от 30 до 60 самолётов. Неоднократные попытки советских ВВС уничтожить его ударами с воздуха успеха не имели из-за сильной группировки противовоздушной обороны. Тогда возникла идея уничтожить немецкие самолёты на аэродроме силами парашютного десанта, выброску которого произвести ночью с транспортных самолётов непосредственно над аэродромом. Инициатива десанта и его осуществление принадлежали командованию ВВС Черноморского флота (командующий генерал-майор авиации В. В. Ермаченков).
Для десантирования была сформирована группа из 38 добровольцев парашютно-десантной роты разведотдела штаба Черноморского флота (командир капитан М. А. Орлов). Подготовка велась две недели, было отработано ночное десантирование, на одном из тыловых аэродромов отрабатывались действия штурмовых групп, тщательное изучение местности. Каждый десантник был вооружен автоматом, гранатами, кинжалом, бутылками с горючей смесью, имел топорики для прорубания топливных баков и специальные зажигательные устройства для воспламенения выливающегося топлива. Отряд был разделён на 3 группы: диверсионная (20 бойцов) выполняла главную задачу по уничтожению самолётов, группу прикрытия (15 бойцов), группу управления (3 человека). Одновременно велись тренировки экипажей выделенных для операции самолётов.
Операция имела комбинированный характер: звено бомбардировщиков 36-го МТАП наносило удар по разведанным средствам ПВО аэродрома, затем истребители уничтожали выявленные при бомбёжке прожектора, после чего производилась выброска десанта. Ещё одно звено бомбардировщиков под командованием майора Д. М. Минчугова из состава 5-го гвардейского минно-торпедного авиаполка наносило отвлекающие бомбовые удары по железнодорожной станции в Майкопе (пожары от зажигательных бомб должны были играть роль ориентира для самолётов выброски), а непосредственно перед десантированием должно было барражировать в непосредственной близости от аэродрома, отвлекая на себя уцелевшие зенитные средства врага. Всего к операции привлекалось 10 бомбардировщиков ДБ-3 и СБ, 2 истребителя И-15, высадка десанта производилась из самолёта ПС-84 (15 парашютистов) и бомбардировщика ТБ-3 (22 парашютиста), кроме того, к проведению операции привлекались 5 самолётов группы разведки и контроля (два Пе-3 и три Як-1).
По данным аэрофоторазведки, проведённой командиром звена 27-й отдельной разведэскадрильи старшим лейтенантом Лебедевым Д. М., на Майкопском аэродроме в день проведения операции находилось 39 самолётов: 28 истребителей Ме-109, 4 бомбардировщика Ю-88, 3 бомбардировщика Ю-52 и 4 самолёта связи.

## Действия десанта
Клятва десантников

«Идя на выполнение боевого задания, мы, моряки-черноморцы, клянёмся тебе, Родина, Вам, Великий Сталин, что с честью выполним порученное нам дело.
Клянёмся стойко и мужественно драться с ненавистным врагом, беспощадно уничтожать фашистских гадов и их технику.
Каждый из нас горит благородным желанием мести. МЫ будем мстить за отцов, матерей, братьев, сестер, за сиротские слёзы, за поруганных жен и любимых девушек, за все злодеяния, учиненные гитлеровскими палачами.
Никто из нас не дрогнет, как бы тяжело ни пришлось в бою. Будем драться до последнего, а последний — до последней капли крови, но задание выполним.
Но если в наших рядах окажется трус, его уделом будет позорная смерть, всеобщая ненависть и презрение.
Наше знамя — Сталин, и с Этим знаменем мы идём в бой.
За Родину! За Сталина!»
— Хазретбий Сиджах. «Десант на Майкопский аэродром»
К 17 октября 1942 года самолёты и лётный состав, участвующие в операции, были сосредоточены на аэродроме Бабушеры вблизи Сухуми. Истребители оставались на своём аэродроме в Лазаревском. Первоначально операция планировалась в ночь с 18 на 19 октября, но из-за погодных условий была перенесена.
Операция началась в ночь на 24 октября 1942 года. Последний инструктаж всех групп провел В. В. Ермаченков. Подавление зенитных средств аэродрома особого результата не принесло, их основная масса сохранилась, а расчёты заняли огневые позиции. При этом на аэродроме был сожжён один немецкий самолёт. Из 8 прожекторов истребители уничтожили 3 и ещё 2 вынудили погаснуть. Десант был выброшен с обоих самолётов точно в указанный срок. Первыми из ПС-84 из 18 десантников выпрыгнули 15. Шедший вторым ТБ-3 в момент выброски был подбит и загорелся в воздухе. У двоих десантников от огня загорелись парашюты в воздухе, и они погибли. Экипаж продолжал удерживать горящий самолёт на курсе до полной выброски десанта, но сам покинуть самолёт уже не успел, машина рухнула на землю и в 23 часа 34 минуты взорвалась за пределами аэродрома. Чудом удалось спастись лишь командиру корабля старшему лейтенанту Серафиму Гаврилову.
Охрана аэродрома при виде десанта растерялась, возникла паника. Воспользовавшись обстановкой, часть десанта прорвалась к стоянкам самолётов и приступила к их уничтожению, остальные отсекали огнём охрану аэродрома. Бой носил стремительный и скоротечный характер. Из ближайшей немецкой воинской части на аэродром прибыло поднятое по тревоге подразделение на вооружённых пулемётами мотоциклах. Под угрозой уничтожения десантники отдельными группами стали прорываться с боем в близлежащий лес.
Бой на аэродроме продолжался не более 40 минут. Были уничтожены до 40 гитлеровцев и три огневые точки противника. Относительно уничтоженных самолётов в советской литературе называются различные цифры. По данным контрольной разведки аэродрома утром 24 октября, произведённой экипажем старшего лейтенанта В. А. Скугаря, и результатам расшифровки полученных фотографий, было сожжено 13 и повреждено 10 немецких самолётов (эти данные и были опубликованы в сводке Совинформбюро от 11 ноября 1942 года). По другим (скорее всего, завышенным) — уничтожено 22 и повреждено 20, по третьим общее число уничтоженных и поврежденных самолётов не превышает 10.

## Результаты и значение операции
Немцы активно преследовали и пытались уничтожить отходившие группы десантников. Однако, с помощью ожидавших в лесу проводников из числа местных партизан, большая часть парашютистов ушла от преследования. Через 9 суток на место сбора вышла группа из 12 человек, через 22 дня — группа из 9 парашютистов, на 25-й день вышел ещё один боец. Таким образом из 37 десантников выжил 21 (22-м выжившим стал член экипажа сбитого бомбардировщика). Погибли 16 (тела троих не найдены) десантников, 7 лётчиков и 2 партизана. В боях при отходе десантники уничтожили ещё 23 гитлеровцев, 15 казаков-коллаборационистов, 4 пулемётные точки, перерезали 11 линий телефонной связи и 1 кабель.
Немцы сообщали в своей ежедневной сводке, что на аэродром были сброшены до 150 десантников, из них «123 уничтожены в бою, а остальные разбежались». О своих потерях немцы не сообщили.
22 десантника были награждены орденом Красного Знамени, 2 — орденом Отечественной войны I степени, остальные — медалями.
В составе парашютистов в десанте участвовал краснофлотец А. Г. Стрюков, впоследствии, в 1944 году, удостоенный звания Героя Советского Союза, а в числе задействованных в операции лётчиков ВВС Черноморского флота были будущие Герои Советского Союза Е. А. Лобанов, Ш. А. Кордонский, Д. М. Минчугов и Д. В. Зюзин.
В целом операция показала, что при тщательной подготовке, подобные дерзкие операции могут иметь успех и причинять значительный урон врагу. Но из-за высокого риска гибели десантов советское командование в дальнейшем стремилось решать подобные задачи силами авиации.

## Память
- 18 ноября 1944 года состоялось перезахоронение останков погибших десантников в братскую могилу на территории аэродрома, где высаживался десант.
- На Центральном Мемориале в Майкопе находится братская могила погибших воинов. На ней установлен монумент с именами погибших, ежегодно в день подвига проводятся торжественные мероприятия. Принимают присягу воины Майкопского гарнизона, курсанты полиции, спасатели МЧС и др.
- 20.05.1981 Исполнительный комитет Майкопского городского Совета народных депутатов принял решение увековечить фамилии членов экипажа самолёта ТБ-З — семь человек — на надгробную доску, погибших 23 октября 1942 года при выполнении боевого задания:

Косолапов Сергей Александрович — 1914 г.р., штурман отряда, старший лейтенант;
Сухих Федор Петрович — 1916 г.р., пилот, старший лейтенант;
Гонтарев Александр Тимофеевич — 1909 г.р., пом. бортмеханика, старший техник-лейтенант;
Гогин Анатолий Григорьевич — 1914 г.р., бортмеханик, старший техник-лейтенант;
Глухов Михаил Тимофеевич — 1919 г.р., механик, авиационный сержант;
Роменский Петр Тимофеевич — 1915 г.р., радист, старший сержант;
Кокуров Алексей Кузьмич — 1918 г.р., стрелок, младший сержант.
- В 15-й школе Майкопа создан в 1964 году поисковый отряд «Эврика», который вёл поисковую работу, переписку с участниками десанта, в том числе и с Орловым М. А., а также с Центральным военно-морским архивом (город Гатчина Ленинградской области).

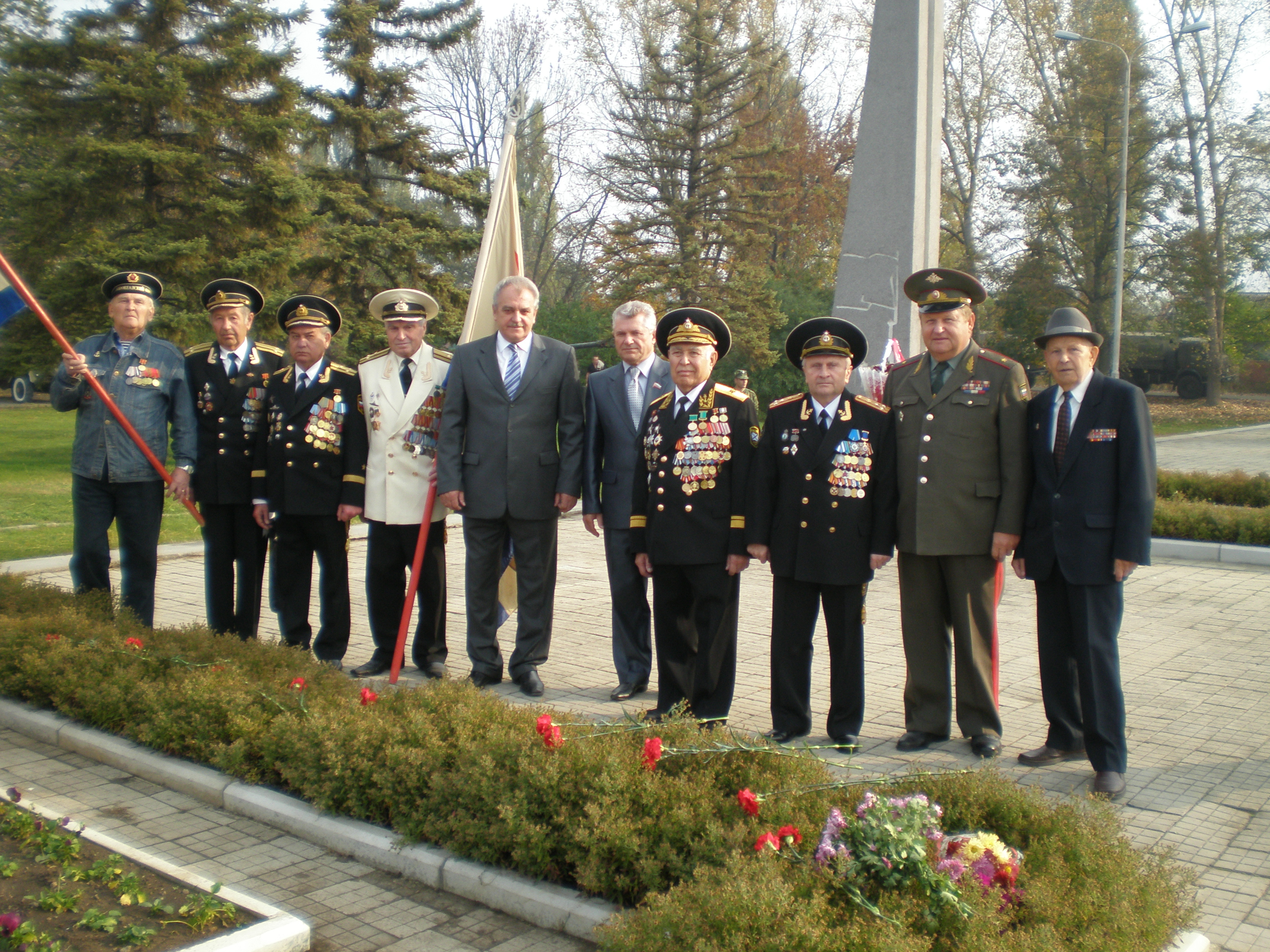
У памятника морякам-десантникам в Майкопе. Глава г. Майкоп Черниченко М. Н.(в центре), Председатель горсовета В. Николаев, ветераны М. М. Тхагапсов, А. Цикушев, А. А. Дорофеев, М. Н. Козырев
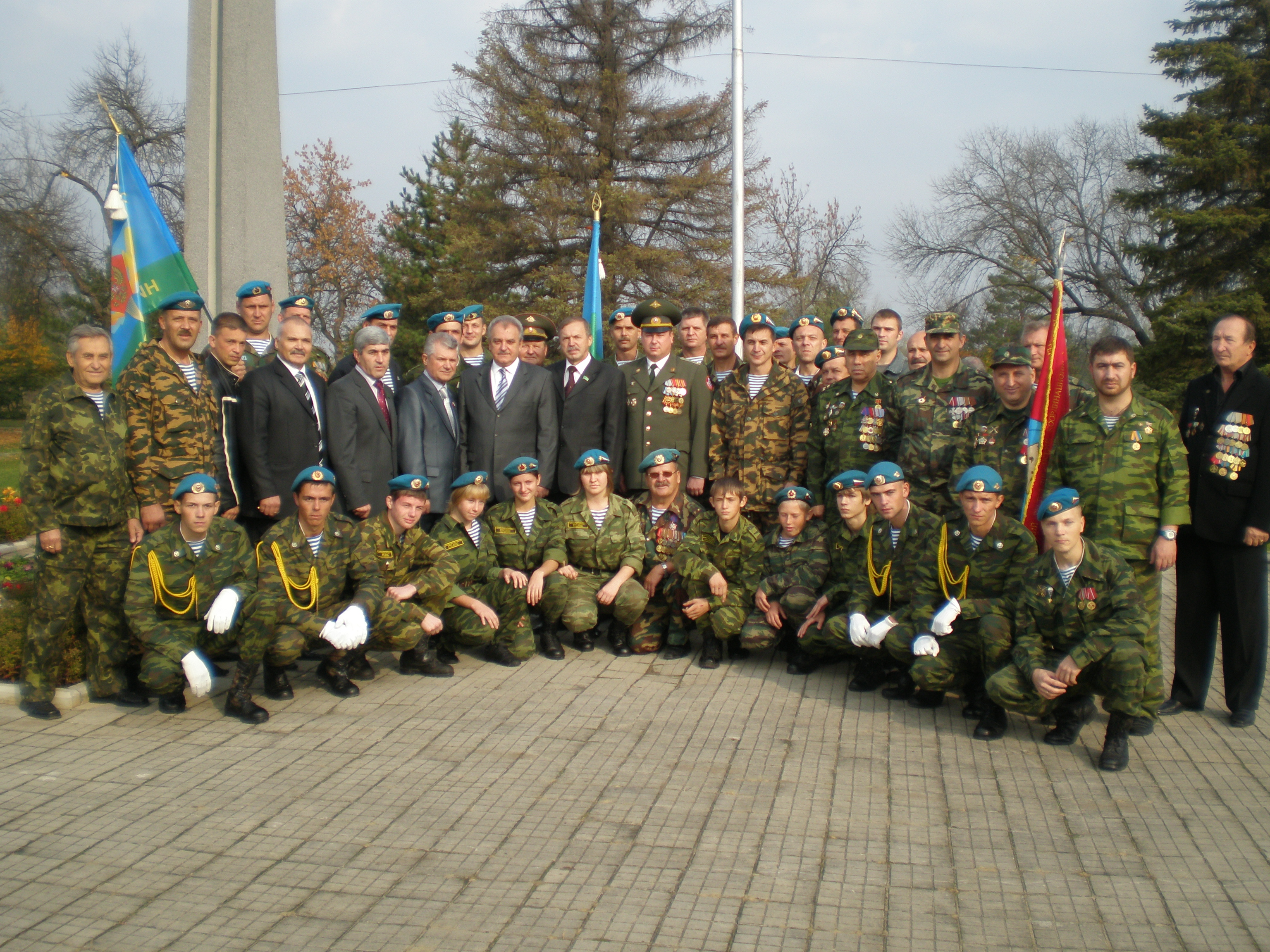
У памятника морякам-десантникам в Майкопе В центре военный комиссар Республики Адыгея полковник А. И. Аверин, правее стоят Пред. ГС-(Х)РА А. Г. Иванов, генерал А. А. Дорофеев, Глава Майкопа М. Н. Черниченко, пред.горсовета В. В.  Николаев, депутат Д. Р. Мирза, десантник В. Дедов.
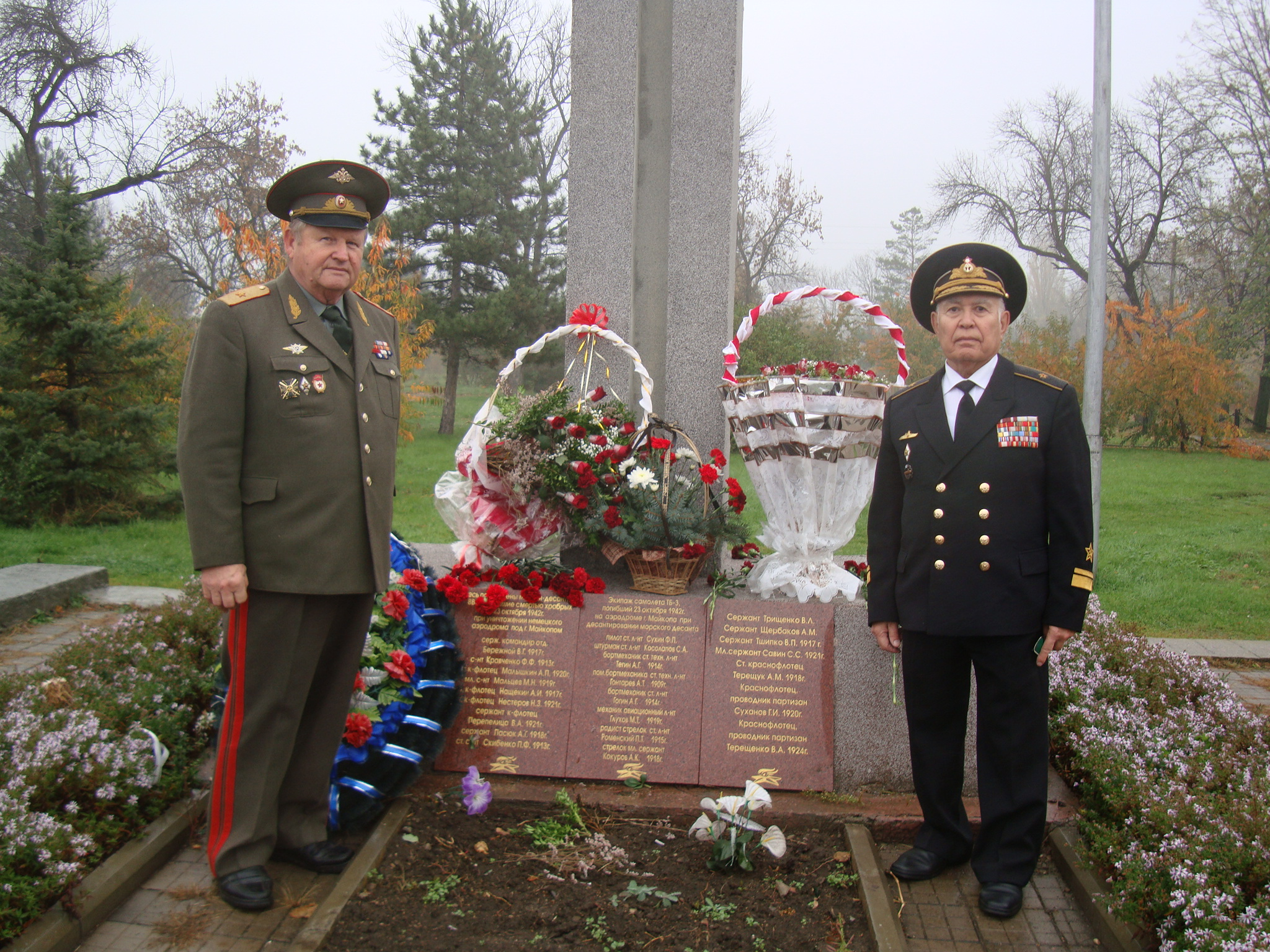
У могилы десантников-черноморцев генерал-майор А. А. Дорофеев и контр-адмирал М. М. Тхагапсов, Майкоп, 2013.
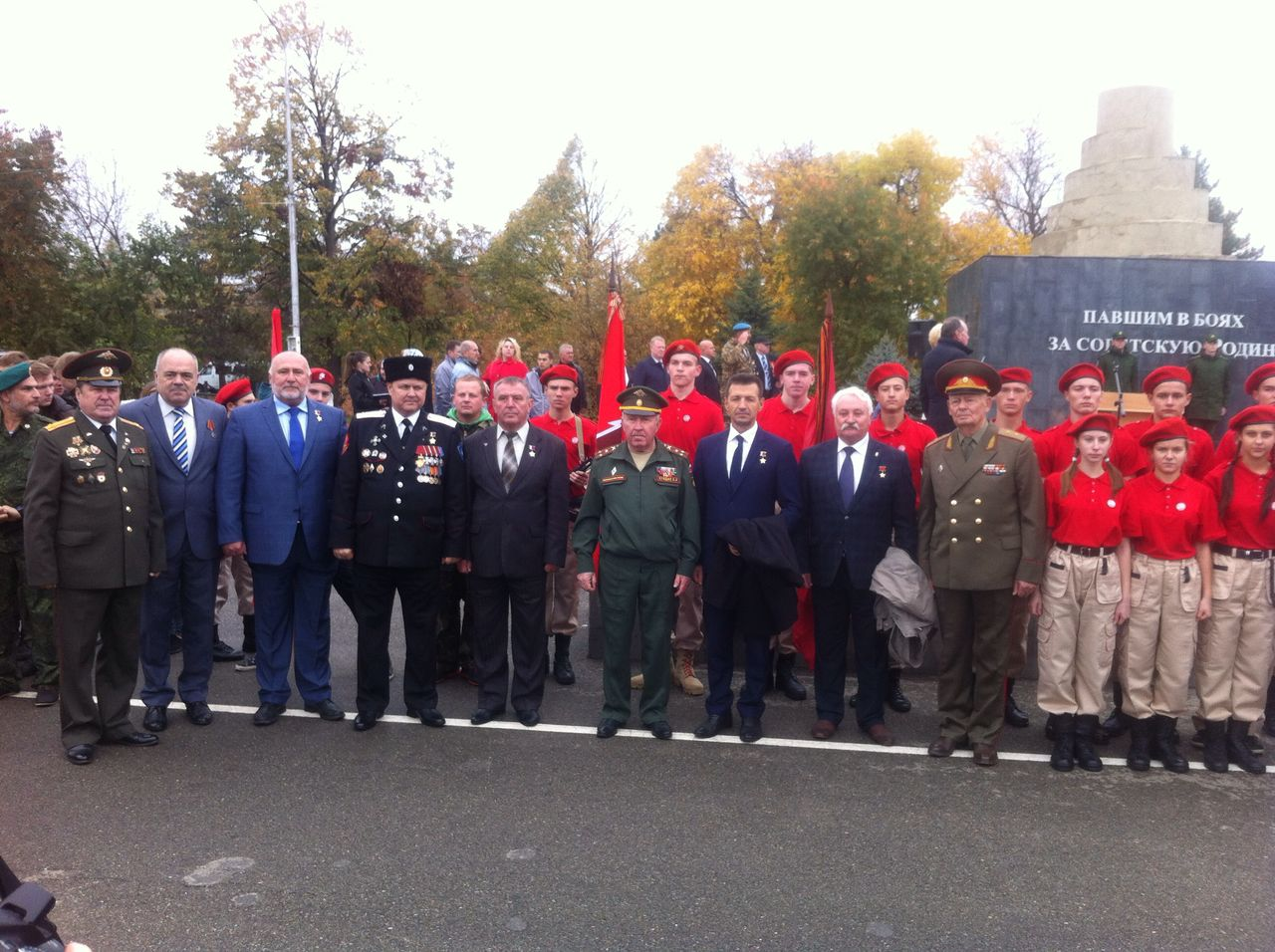
Герои на Майкопском мемориале. 75-я годовщина "Огненного десанта" 23.10.2017